# پروژه شناخت گیتی

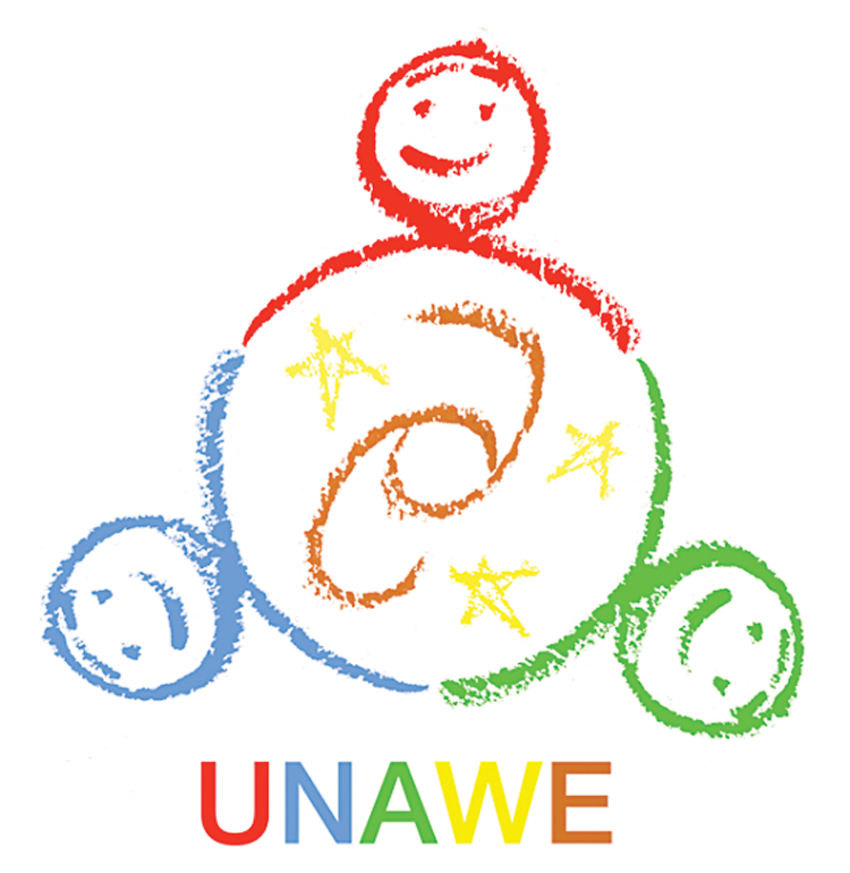
نشان‌وارهٔ رسمی «شناخت گیتی» با سرواژهٔ UNAWE

شناخت گیتی (به انگلیسی: Universe Awareness) یک پروژه جهانی است که از ۲۰۰۶ کار خود را با شعار «به هر کودکی با شگفتی‌های کیهان‌مان انگیزه بخشیم» آغاز کرده‌است و در سال ۲۰۰۹ نیز به عنوان یکی از پروژه‌های بنیادین سال جهانی نجوم معرفی شده‌است. در این پروژه، هدف این است که با شناساندن زیبایی‌ها و شگفتی‌های عالم، کودکان را تحت تاثیر قرارداده و آنان را به گسترش و علاقه‌مندسازی در زمینه‌های گوناگون علم و فناوری تشویق کنند.
هرچند که همه افراد در هر سنی می‌توانند از منابع UNAWE استفاده کنند، اما مخاطبان اصلی دراین پروژه کودکان چهار تا ده سال و به خصوص کودکان مناطق محروم می‌باشند.

## اهداف اصلی پروژه

### به وجود آوردن شبکه بین‌المللی
شناخت عالم از پنج سال پیش کار خود را آغاز نموده و تا به حال ٦١ کشور جهان در آن فعال هستند و حدود ١٢٠٠ نفر اخترشناس و آموزگار وارد مشارکت شده‌اند. این شبکه جهانی بستری مناسب برای به اشتراک گذاشتن ایده‌ها و منابع آموزشی بین آموزگاران در سرار جهان را فراهم می‌کند. همچنین می‌توان از طریق این شبکه پروژه‌هایی فراتر تعریف نمود تا افق‌های دید کودکان را از محل زندگی آنان فراتر برد و به آنان آموخت که عضوی از جامعه جهاتی هستند.

### سازماندهی جلسات آموزشی آموزگاران
یکی دیگر از اهداف اصلی UNAWE، فراهم کردن برنامه‌های آموزشی برای آموزگاران و دیگر مربیان کودک است. در این راستا کارگاه‌های آموزشی مخصوص آموزگاران را سازماندهی می‌کند.

### گسترش منابع آموزشی
آموزش باید سرگرم کننده و هیجان‌انگیز باشد، به خصوص وقتی که مخاطبان خردسالان هستند. UNAWE آموزگاران را تشویق می‌کند که آموزش را با تمرینات عملی و تفریحی همراه کنند. قسمت مهمی از فعالیت‌های UNAWE به ساخت و جمع آوری منابع آموزشی مؤثر و کم هزینه تعلق دارد. تعدادی از این منابع در وبگاه این پروژه موجود هستند.

### بخش ایران پروژه شناخت گیتی
بخش ایران از سال ١٣٩٢ شروع به فعالیت کرد، از فعالیت های بخش ایران می توان به برگزاری هفته جهانی نجوم سال ١٣٩٢ در شیراز و هفته جهانی نجوم سال های ١٣٩٤ الی ١٣٩٥ در رشت، همچنین برگزاری برنامه های رصدی و آموزشی برای کودکان اشاره نمود.
هماهنگ‌کننده‌های ملی بخش ایران، اشکان شعبانی و جواد غریب‌زاده می‌باشند.